# Główka (Gołdap)
Główka (deutsch Glowken, 1938–1945 Thomasfelde) ist ein Dorf in der polnischen Woiwodschaft Ermland-Masuren und gehört zur Stadt- und Landgemeinde Gołdap (Goldap) im Kreis Gołdap.

## Geographische Lage
Główka liegt im Nordosten der Woiwodschaft Ermland-Masuren, 13 Kilometer südwestlich der Kreisstadt Gołdap (Goldap). Südlich des Ortes liegt die Nordgrenze des weitflächigen Borkener Forsts (auch Borker Heide, polnisch: Puszcza Borecka) mit seinen zum Teil noch ursprünglich erhaltenen Waldungen.

## Geschichte
Um das Jahr 1564 wurde das Dorf als Praßnitza gegründet und erhielt erst später den Namen Glowken, den es bis 1938 trug. Von 1874 bis 1945 war das Dorf in den Amtsbezirk Bodschwingken (polnisch: Boćwinka) eingegliedert, der – 1939 in Amtsbezirk Herandstal umbenannt – zum Kreis Goldap im Regierungsbezirk Gumbinnen der preußischen Provinz Ostpreußen gehörte.
Die Einwohnerzahl Glowkens belief sich im Jahre 1910 auf 397. Sie stieg bis 1933 auf 406 und betrug im Jahr 1939 noch 365.
Am 3. Juni (amtlich bestätigt am 16. Juli) des Jahres 1938 erhielt Glowken im Zuge der nationalsozialistischen Umbenennungsaktion den Namen Thomasfelde. In Kriegsfolge kam der Ort 1945 zusammen mit dem südlichen Ostpreußen zu Polen und erhielt die polnische Namensform Główka. Der Ort ist heute Sitz eines Schulzenamtes (polnisch: Sołectwo) als Ortschaft im Verbund der Stadt- und Landgemeinde Gołdap im Powiat Gołdapski, bis 1998 zur Woiwodschaft Suwałki, seitdem zur Woiwodschaft Ermland-Masuren zugehörig.

## Religionen
Die überwiegende Mehrzahl der Bevölkerung Glowkens war bis 1945 evangelischer Konfession und der Ort in das Kirchspiel der Kirche zu Grabowen (1938–1945 Arnswald, polnisch Grabowo) eingepfarrt. Sie gehörte zum Kirchenkreis Goldap in der Kirchenprovinz Ostpreußen der Evangelischen Kirche der Altpreußischen Union. Die wenigen Katholiken waren zur Pfarrei in Goldap im Bistum Ermland hin orientiert.
Seit 1945 gehören die nun mehrheitlich katholischen Einwohner Główkas zur neu errichteten Pfarrei in Grabowo, die in das Dekanat Gołdap im Bistum Ełk (Lyck) der Katholischen Kirche in Polen eingegliedert ist. Für die evangelischen Kirchenglieder besteht die Zugehörigkeit zur Kirchengemeinde in Gołdap, die eine Filialgemeinde der Pfarrei in Suwałki in der Diözese Masuren der Evangelisch-Augsburgischen Kirche in Polen ist.

## Verkehr
Główka liegt verkehrstechnisch günstig an der Woiwodschaftsstraße 650 (einstige deutsche Reichsstraße 136), die die beiden Kreisstädte Gołdap und Węgorzewo (Angerburg) verbindet. Eine Bahnanbindung besteht seit 1945 nicht mehr. Die Bahnstrecke Angerburg–Goldap mit der nächstgelegenen Station Bodschwingken (polnisch: Boćwinka) wurde infolge kriegsbedingter Zerstörung nicht wieder in Betrieb genommen.